# Gunja
 Ovo je glavno značenje pojma Gunja. Za druga značenja pogledajte Gunja (razdvojba).
Gunja je naseljeno mjesto i istoimena općina koja je upravni dio Vukovarsko-srijemske županije. Smještena je u zapadnome Srijemu na lijevoj obali Save, uz sami rub na granici s Bosnom i po popisu stanovnika iz 2011. imala je 3732 stanovnika, 1603 domaćinstava na površini 31,01 km2.

## Zemljopis
Prema svojemu zemljopisnom položaju i dnevnomigracijskim obilježjima općina Gunja pripada županjskoj Posavini. 
Nalazi se s lijeve strane rijeke Save, a mostom je povezana s gradom Brčko u BiH. Najveće je od svih sela Cvelferije.

## Stanovništvo
Gunja ukupno ima 2600 stanovnika. U Gunji najviše živi Hrvata i čine 60,13% stanovništva. Postoji velika zastupljenost bošnjačkog pučanstva koje čini 29,69% stanovništva Gunje. Većina pučanstva su katolici, dok postoji i znatna muslimanska manjina, koja je među najstarijim islamskim zajednicama u Hrvatskoj. 
| narodni sastav | narodni sastav | narodni sastav | narodni sastav | narodni sastav | vjerski sastav  | vjerski sastav | vjerski sastav | vjerski sastav | vjerski sastav |
| narodnost      | 2001.          | 2001.          | 2011.          | 2011.          | vjeroispovijest | 2001.          | 2001.          | 2011.          | 2011.          |
| narodnost      | broj           | udio           | broj           | udio           | vjeroispovijest | broj           | udio           | broj           | udio           |
| -------------- | -------------- | -------------- | -------------- | -------------- | --------------- | -------------- | -------------- | -------------- | -------------- |
| Hrvati         | 3236           | 64,30%         | 2244           | 60,13%         | Rimokatolici    | 3199           | 63,56%         | 2196           | 58,84%         |
| Bošnjaci       | 693            | 13,77%         | 1108           | 29,69%         | Muslimani       | 1488           | 29,56%         | 1295           | 34,70%         |
| Srbi           | 188            | 3,74%          | 124            | 3,32%          | Pravoslavci     | 0              | 0%             | 162            | 4,34%          |
| ostali         | 916            | 18,19%         | 256            | 6,86%          | ostali          | 346            | 6,88%          | 79             | 2,12%          |
| ukupno         |                |                |                |                |                 |                |                |                |                |
| 5033           | 100%           | 3732           | 100%           | ukupno         | 5033            | 100%           | 3732           | 100%           |                |

Stanovništvo po vjerskoj strukturi - popis 2021.
██ Rimokatoličanstvo (58,27 %)
██ Islam (34,31 %)
██ Pravoslavlje (3,04 %)
██ Ateizam (0,85 %)
██ Ostali (3,53 %)

### Muslimani u Gunji
Ne zna se točno tko i kada se od muslimana prvi doselio u Gunju. Osim kao poljoprivrednici, muslimani su radili i na ciglani, kao šumski radnici ili kao kirijaši u spačvanskim šumama.
Prema spomenici Župnoga ureda, u Gunji se 1921. godine pod opaskom “stanje duša” spominje i jedan musliman, a 1933. godine i prvi tzv. mješoviti brak. Masovniji dolazak muslimana u Gunju i okolna mjesta Slavonije je za vrijeme Drugog svjetskog rata, kad je veći dio današnje RH i cijela današnja BiH bili dijelom NDH, kada su mnogi muslimani iz istočne Bosne bježeći od ratnih strahota našli utočište kao izbjeglice u Gunji i drugim mjestima Slavonije. Seobe su bile od 1942. do poratne 1946. godine.
Džamija u Gunji je najstarija džamija u Hrvatskoj. Sagrađena je i službeno otvorena 28. rujna 1969. godine. Sagrađena je na zemljištu koje su u tu svrhu darovali bračni par iz Gunje – Ismet i Izeta Čandić. Prvi imam u džamiji bio je Hasan ef. Suljkanović, a od 1981. godine imam je Idriz ef. Bešić.
H. Mustafa Korajac je obavio hadž 1971. godine i smatra se prvim hadžijom ovog dijela Hrvatske. Ukupno 14 osoba iz Gunje je obavilo petu temeljnu islamsku obvezu Hadž i steklo zvanje hadžija.
Džamija je do 1999. godine bila pokrivena klasičnim krovom na četiri vode, a tada je uz pomoć Generalne islamske lige "Rabite", općine Gunja i mještana, renovirana i pokrivena kupolom. Arhitektonsko rješenje uradio je arhitekt Faruk Muzurović iz Zagreba.
Osim džamije, u Gunji od 1960. godine postoji i odvojeno muslimansko groblje – mezarje, u kojem je za vrijeme velikosrpske agresije po Bosni i Hercegovini pokopano više stotina izbjeglica, pa se ono osim muslimansko može nazvati i "izbjegličko".
U Gunji je u neposrednoj blizini džamije 1995. godine započela izgradnja islamskog centra.
Osim što ima najstariju džamiju u Hrvatskoj, Gunja je prvo mjesto, u kojem je na prostoru bivše Jugoslavije uveden i islamski vjeronauk u osnovnu školu – tjedan dana poslije katoličkog. Islamski vjeronauk u školskoj 2007./08. godini pohađalo je 202 učenika.
| broj stanovnika | 771   | 810   | 850   | 1128  | 1267  | 1415  | 1414  | 1703  | 1995  | 2455  | 3830  | 4873  | 5090  | 5176  | 5033  | 3732  | 2600  |
|                 | 1857. | 1869. | 1880. | 1890. | 1900. | 1910. | 1921. | 1931. | 1948. | 1953. | 1961. | 1971. | 1981. | 1991. | 2001. | 2011. | 2021. |

| broj stanovnika | 771   | 810   | 850   | 1128  | 1267  | 1415  | 1414  | 1703  | 1995  | 2455  | 3830  | 4873  | 5090  | 5176  | 5033  | 3732  | 2600  |
|                 | 1857. | 1869. | 1880. | 1890. | 1900. | 1910. | 1921. | 1931. | 1948. | 1953. | 1961. | 1971. | 1981. | 1991. | 2001. | 2011. | 2021. |

## Povijest
Područje uz Savu je uvijek bilo plodno, privlačno ali i opasno za život. U predjelu šume Mašanj, gdje se nalazila Ciglana Gunja prilikom iskapanja gline otkriveno je naselje srednjeg i kasnog brončanog doba nastalo 1300 godina prije Krista, možda i ranije. Riječ je o Vatinskoj kulturi.
Franjevci u području današnje šume Mašanj grade od 1300. do 1325. godine dvor i tvrđavu močvarnog tipa Alšan, a samostan 1373. do 1376. godine po nalogu Biskupa iz Pečuha Valentina posvećen Sv. Franji uz dopuštenje Pape Grgura XI. Gunja se po prvi put spominje 1378. u spisima „De conformitate vitae Beati Francisci ad vitam Domini Jesu“ od Fr. Bartholomaeus Pisanus pod imenom Alšan. U to vrijeme na području Gunje se nalazio franjevački samostan bosanske vikarije koji je pripadao mačvanskoj kustodiji. 
Prema službenim spisima plemića Alšanski Gunja se pod tim nazivom spominje 1428. godine. U Šumanovcima su franjevci izgradili drvenu crkvu Svete Marije Velike koju su 1526. zapalili Turci. Odlaskom Osmanlija, fratri i starosjedioci u Šumanovcima grade drvenu crkvu posvećenu Mariji koja je 1729. blagoslovljena na čast svetog Uznesenja Blažene Marije Djevice. Sadašnja crkva je izgrađena 1822. 
Godine 1805. Gunja se spominje kao selo s 53 kuće i katoličkom crkvom koja pripada matičnoj račinovačkoj crkvi.
Uz rijeku Savu, bila je granica s Osmanskim Carstvom, a uz granicu je bilo sagrađeno na stotine čardaka, koje su čuvali Graničari, “u svom ruvu i o svom kruvu”. 
Još i danas u narodu živi pjesma iz tih vremena: 
Odavno smo graničari stari
čuvali smo granicu na Savi
čuvali je sa stari’ čardaka,
branili je ‘rabro od Turaka.
i djedovi naši krv su lili
da čuvamo naš zavičaj mili...
U središtu Gunje 1848. izgrađena je crkva Svetoga Jakova apostola a od 1982. kraj stare počela se graditi i nova, veća zgrada, zbog potrebe za većim prostorom. Prvi svećenik, Gunjanac, bio je Tomo Bogutovac, a zaređen je u Đakovu. Gunja je postala župa prije više od 100 godina.
Ukinućem Granice / Vojne krajine 1873. godine, Slavonija, time i Gunja pripojeni su 1881. godine Banskoj Hrvatskoj, Županjskom kotaru u sastavu Srijemske županije. Pet godina kasnije, 1886. kroz Gunju je prošla pruga koja ju je povezala s Vinkovcima koji su bili najveće željezničko čvorište. 
U Gunji se 1953. uvodi obvezatna sedmogodišnja osnovna škola, a nedugo zatim, 1958. godine osmogodišnja Osnovna škola Antun i Stjepan Radić.

### Poplava 2014. godine
Nakon što je rijeka Sava 17. svibnja probila nasipe kod Rajevog Sela i Račinovaca, savske vode su poplavile Gunju. Cijelo stanovništvo Gunje je evakuriano, a načinjena je i velika materijalna šteta.

## Gospodarstvo
Općina Gunja ima ukupno 3106 ha od kojih poljoprivredno zemljište zauzima 1883 ha (60,6%) a neplodno zemljište 539 ha (17,4%) u ukupnim površinama. U strukturi gospodarstva Općine zastupljene su različite djelatnosti. Značajno mjesto zauzima proizvodnja namještaja s oko 120 zaposlenih i manja poljoprivredna gospodarstva. Ipak najbrojnije su uslužne djelatnosti, najvećim dijelom u obliku ugostiteljskog, trgovačkog, knjigovodstvenog i dr. obrta.

## Poznate osobe
- Marijan Varešanin (1847. – 1917.) austro-ugarski general i guverner Bosne i Hercegovine
- Stjepan Bogutovac (1942.), hrv. športski novinar
- Krešimir Stipa Bogutovac, hrv. glazbenik i tekstopisac (Zlatni dukati)
- Krešimir Mićanović (1968.), hrv.  jezikoslovac, sveučilišni profesor
- Miroslav Mićanović (1960.), hrv. književnik, pjesnik
- Zdenko Kustura, hrv. nogometni sudac

## Obrazovanje
- OŠ Antun i Stjepan Radić
- D.O.I. Zvjezdice

## Kultura
Od 2008. godine svake se godine održava se zavjetno hodočašće vatrogasaca u Šumanovce, u svetište Majke dobre nade (Gospe Šumanovačke). Raspored na hodočašću: okupljanje hodočasnika, postrojavanje vatrogasaca, ispovijed, mimohod sudionika prema crkvi na otvorenome, misno slavlje, procesija do kapele u šumi i molitva za vatrogasce te na kraju zajednički ručak.
Uz to, neke od kulturnih ustanova koje se nalaze u Gunji su:
- KUD Graničari
- Bošnjački KUD Behar
- Narodna knjižnica i čitaonica Gunja
- MMC SKIG (Multimedijalni centar Studio kreativnih ideja Gunja)

## Šport
Od športskih klubova djeluje  NK Jadran osnovan 1928. godine. Nakon nekoliko sezona odigranih u Međužupanijskoj ligi Osijek – Vinkovci, u sezoni 2018./2019. ispadaju iz lige te 2019./2020. nastupaju u 1. ŽNL VSŽ (5. rang natjecanja u Hrvatskoj). 
16. rujna 2011. godine igrali su šesnaestinu završnice kupa Hrvatske protiv splitskoga Hajduka, poraženi su s 1:5. 
Od 1883. godine postoji i lovačko društvo "Ris". Tu je i ribička udruga SRD "Šaran".
U Gunji djeluje i stolnoteniski klub.

## Vanjske poveznice
- Službena stranica Općine Gunja